# Theodor Vogel (Freimaurer)

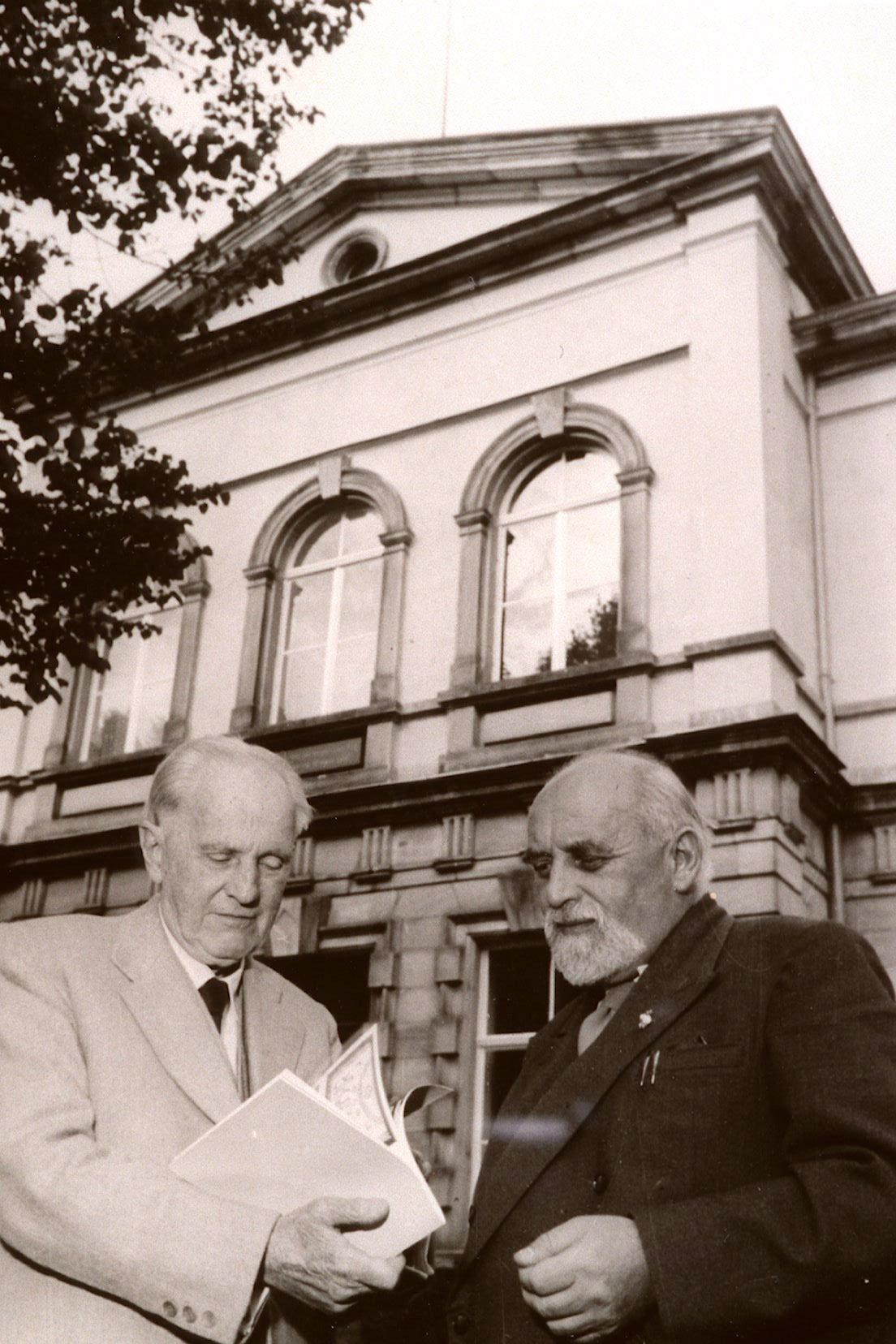
Theodor Vogel (rechts) und Bernhard Beyer (links) vor dem Bayreuther Logenhaus (1954)

Theodor Vogel (* 31. Juli 1901 in Schweinfurt; † 9. Februar 1977 in Glashütten (Taunus)) war ein deutscher Unternehmer, Schriftsteller und bedeutender Freimaurer; er gilt als Einiger der deutschen Freimaurerei nach der Verbotszeit während des Nationalsozialismus.

## Lebensweg
Theodor Vogel studierte nach dem Oberrealschulabschluss 1920 in Nürnberg das Fach Bauwesen an den Technischen Hochschulen in München und Darmstadt und erhielt 1924 das Diplom als Bauingenieur. Im gleichen Jahr schloss er die Ehe mit Else Anna, geb. Raasch. Zwischen 1926 und 1944 wurden ihnen neun Kinder geboren, sechs Töchter und drei Söhne. Zunächst lebte die junge Familie in Schweinfurt. Im Jahr 1932 wurde er in Darmstadt zum Dr.-Ing. promoviert. Es schloss sich ein Studium der Volkswirtschaftslehre in Frankfurt am Main und in München an. In den Jahren 1934 und 1935 lebte die nunmehr sechsköpfige Familie vorübergehend in Nürnberg. Im Sommer 1935 übersiedelte sie nach Schonungen bei Schweinfurt, wo sie bis 1953 wohnen blieb. Ab 1953 lebte die Familie dann wieder in Schweinfurt.
In den 1930er Jahren unterhielt Theodor Vogel ein Ingenieurbüro in Nürnberg und ab 1935 in Schweinfurt bzw. nach dessen Zerstörung durch Luftangriffe 1944 in Schonungen, wo u. a. Pläne zur unterirdischen Verlagerung bayrischer und thüringischer Industrieanlagen ausgearbeitet wurden. Während des Krieges bis 1944 hatte er außerdem ein Büro in Saarbrücken mit Aufträgen beim sogenannten „Wiederaufbauamt“. Nationalsozialistischen Organisationen gehörte er nicht an.
Nach dem Krieg übernahm er die Metallbaufirma seines Vaters in Schweinfurt, die er über die Jahre zu einem international tätigen Unternehmen mit 500 Mitarbeitern ausbaute. In den 1950er Jahren gründete er eine Zweigfirma in Sontra in Hessen mit ca. 200 Beschäftigten. Eine Dependance in Beirut (Libanon), AG STAL, die zu 50 % in libanesischen Händen lag, ergänzte ab 1962 sein unternehmerisches Wirken. Er engagierte sich in berufsständischen Organisationen wie dem „Deutschen Stahlbau Verband“, dessen Präsident er zeitweilig war, und im „Landesverband der Bayerischen Industrie“. Von 1963 bis 1967 war er Präsident der Industrie- und Handelskammer Würzburg-Schweinfurt.

## Schriftstellerei
Während der wirtschaftlich schwierigen Zeit Ende der 1920er, Anfang der 1930er Jahre betätigte sich Theodor Vogel als Schriftsteller, um mit dieser Tätigkeit zum Lebensunterhalt seiner Familie beizutragen. Er veröffentlichte Zeitschriftenartikel, Erzählungen, Essays und ein Drama, das in Leipzig zur Aufführung gelangte. In späteren Jahren verfasste er vor allem Schriften im Themenfeld der Freimaurerei. (Siehe unten bei Schriften.)

## Wirken in der Freimaurerei
Theodor Vogel ist am 1. Oktober 1926 gemeinsam mit seinem Vater in die Freimaurerloge Brudertreue am Main in Schweinfurt aufgenommen worden, 1930 erfolgte seine Erhebung zum Meister. Nach Wiedereröffnung dieser Loge nach der Verbotszeit wurde Vogel am 1. April 1946 ihr Meister vom Stuhl. Am 1. Mai 1948 wurde er zum Großmeister der Großloge Zur Sonne gewählt. Nicht zuletzt durch das zielstrebige Wirken Theodor Vogels wurde am 19. Mai 1949 in der Frankfurter Paulskirche die Vereinigte Großloge von Deutschland (seit 1958 weitergeführt als Großloge der Alten Freien und Angenommenen Maurer von Deutschland) gegründet, in der sich ein Großteil der vor 1933 in getrennten Großlogen organisierten Freimaurer in einem Bund vereinigten. Theodor Vogel wurde ihr erster Großmeister und behielt dieses Amt bis 1958. Als sich 1958 noch getrennt organisierte Großlogen mit dieser Großloge auf eine „Magna Charta“ einigten und sich in den Vereinigten Großlogen von Deutschland (VGLvD) (im Plural) als Dachverband zusammenschlossen, wurde Vogel der erste Großmeister der VGLvD und damit bis 1959 oberster Repräsentant der gesamten regulären deutschen Freimaurerei nach außen. Seinem persönlichen Einsatz durch Besuchsreisen zu Großlogen im Ausland verdankt die deutsche Freimaurerei wesentlich ihre wiedergewonnene internationale Anerkennung nach 1945.
Vogel gehörte zu den Mitbegründern des York-Ritus in Deutschland und war 1956 der erste Großhohepriester (Vorsitzende) des deutschen Großkapitels der Maurer vom Königlichen Bogen. Er war 1960 auch Gründungsmitglied der deutschen Pfadfinder-Freimaurerloge Zur Weißen Lilie und 1962 der zur Jugendarbeit berufenen Loge Jacob de Molay zum flammenden Stern, beide unter dem Dach der VGLvD.
Er gehörte zu den Teilnehmern am Dialog zwischen der deutschsprachigen Freimaurerei und der römisch-katholischen Kirche in Lichtenau, Oberösterreich, vom 3. Juli bis 5. Juli 1970 und er ist Mitunterzeichner der Lichtenauer Erklärung.

## Ehrungen
Theodor Vogels Engagements in verschiedenen gesellschaftlichen Bereichen brachten ihm zahlreiche Ehrungen ein, darunter das Große Bundesverdienstkreuz, den Bayerischen Verdienstorden, die Goldene Bürgermedaille der Stadt Schweinfurt und das Goldene Stadtsiegel der Stadt Würzburg. Er war Ehrenbürger der Technischen Hochschule München. In Schweinfurt ist die Theodor-Vogel-Straße nach ihm benannt. Zum 100. Geburtstag widmeten ihm das Stadtarchiv und die Städtischen Sammlungen Schweinfurt eine Ausstellung.
Innerhalb der Freimaurerei war er Ehrenmitglied von 135 deutschen und neun ausländischen Logen sowie von neun Großlogen. Er trug 18 der höchsten Auszeichnungen der Freimaurerei. In Hamburg nennt sich eine 1979 gegründete Freimaurerloge nach ihm Theodor Vogel.

## Schriften (in Auswahl)
- Das fränkische Schicksal – Novellen aus Bauernkrieg, Schweden- u. Franzosenzeit. Spindler, Nürnberg 1925.
- Kunzk Kaufmann, der Revolutionär – Eine Geschichte aus dem 16. Jahrhundert. Spindler, Nürnberg 1925.
- Der Vater – Schauspiel in sechs Bildern. Frankenbund, Würzburg 1926.
- Olympia Fulvia Morata – Ein Schicksal [Erzählung]. Giegler, Schweinfurt [1927].
- Heimfahrt – Eine Goethe-Novelle. Frankenbund, Würzburg 1928.
- Die Glasdachsprosse. Akad. Verl. Wedekind, Stuttgart [Druck der Diss. 1933].
- Der Großmeister und seine Werkleute. Von der Frankfurter Paulskirche zum Berliner Konvent. 2. Auflage. Bauhütten-Verlag, Bad Kissingen [1959].
- Die ungeschriebenen Gesetze der Freimaurerei, 4. Auflage. Bauhütten-Verlag, Hamburg 1971.
- Begegnungen und Weggefährten. Bauhütten-Verlag, Hamburg 1976.